# Xinhua (socken i Kina, Shandong)
Xinhua (kinesiska: 新华街道, 新华) är en socken i Kina. Den ligger i provinsen Shandong, i den östra delen av landet, omkring 110 kilometer nordväst om provinshuvudstaden Jinan. Antalet invånare är 89 861. Befolkningen består av 44 722 kvinnor och 45 139 män. Barn under 15 år utgör 16,0 %, vuxna 15-64 år 76 %, och äldre över 65 år 6,0 %.
Genomsnittlig årsnederbörd är 753 millimeter. Den regnigaste månaden är juli, med i genomsnitt 304 mm nederbörd, och den torraste är januari, med 5 mm nederbörd.